# Шяуляйський велосипедно-моторний завод

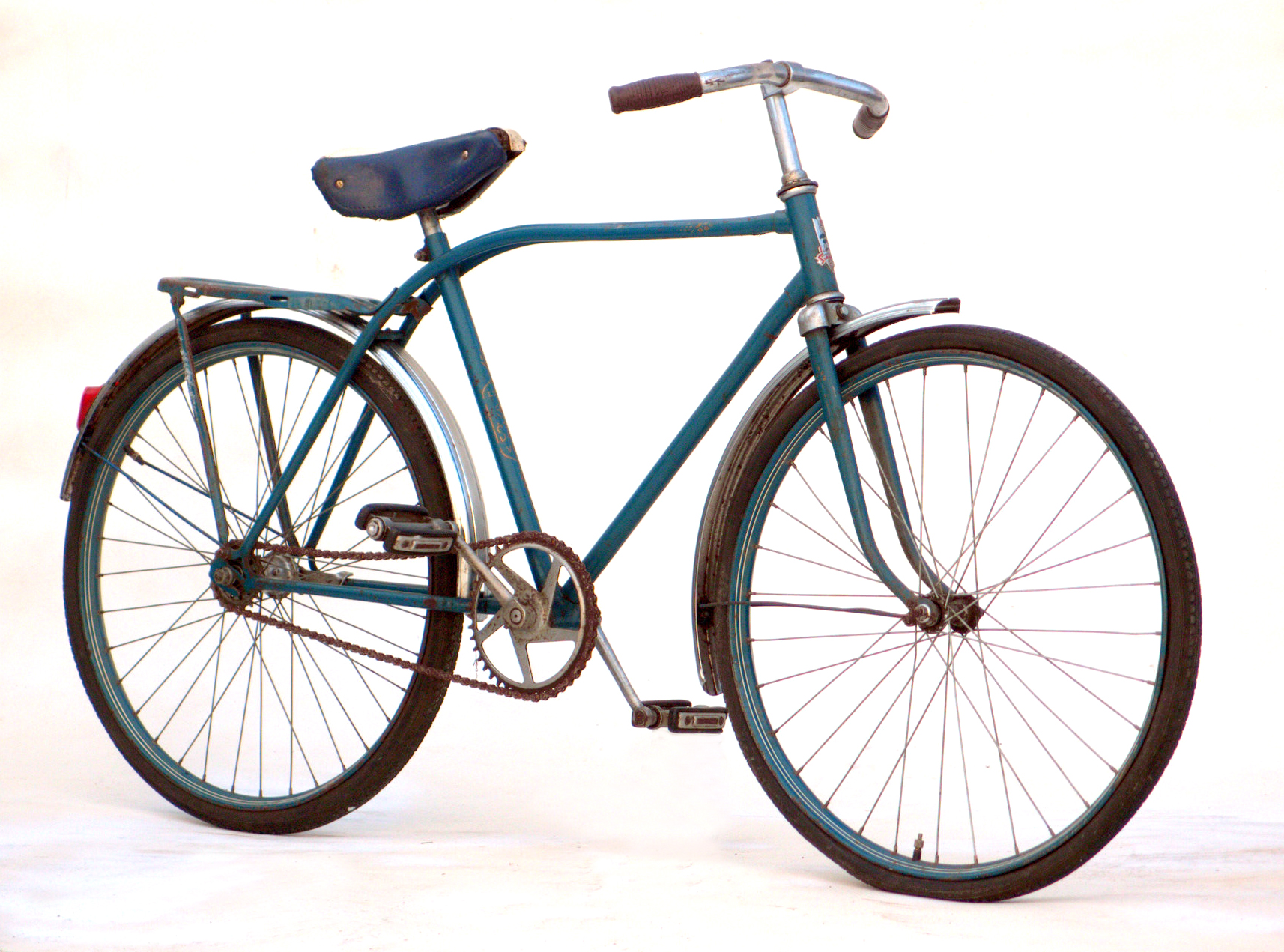
Велосипед В-72 «Орльонок» виробництва Шяуляйського велосипедно-моторного заводу «Вайрас», 1962 рік

Шяуляйський велосипедно-моторний завод «Вайрас» — завод у Литовській РСР з виробництва велосипедів і двигунів для мопедів.
«Vairas» у перекладі з литовської — «кермо».

## Загальні відомості
Шяуляйський велосипедний завод був заснований 1948 року в місті Шяуляй Литовської РСР.
Першою продукцією заводу були підліткові велосипеди В-72 «Орльонок» (лит. Ereliukas) для хлопчиків та В-82 «Ласточка» («Крегждуте», лит. Kregždutė) з низькою рамою для дівчаток. До цього, ці  велосипеди з 1949 до 1951 року випускалися Мінським велозаводом. У зв'язку з освоєнням випуску мотоцикла М-1М (копії німецького DKW RT 125), виробництво підліткових велосипедів було передано з Мінська на Шяуляйский велосипедний завод.
Модель В-72 «Орльонок» випускали без значних змін конструкції з 1951 по 1978 роки. Потім було розпочато виробництво нової моделі 171-812 з прямою верхньою трубою рами.

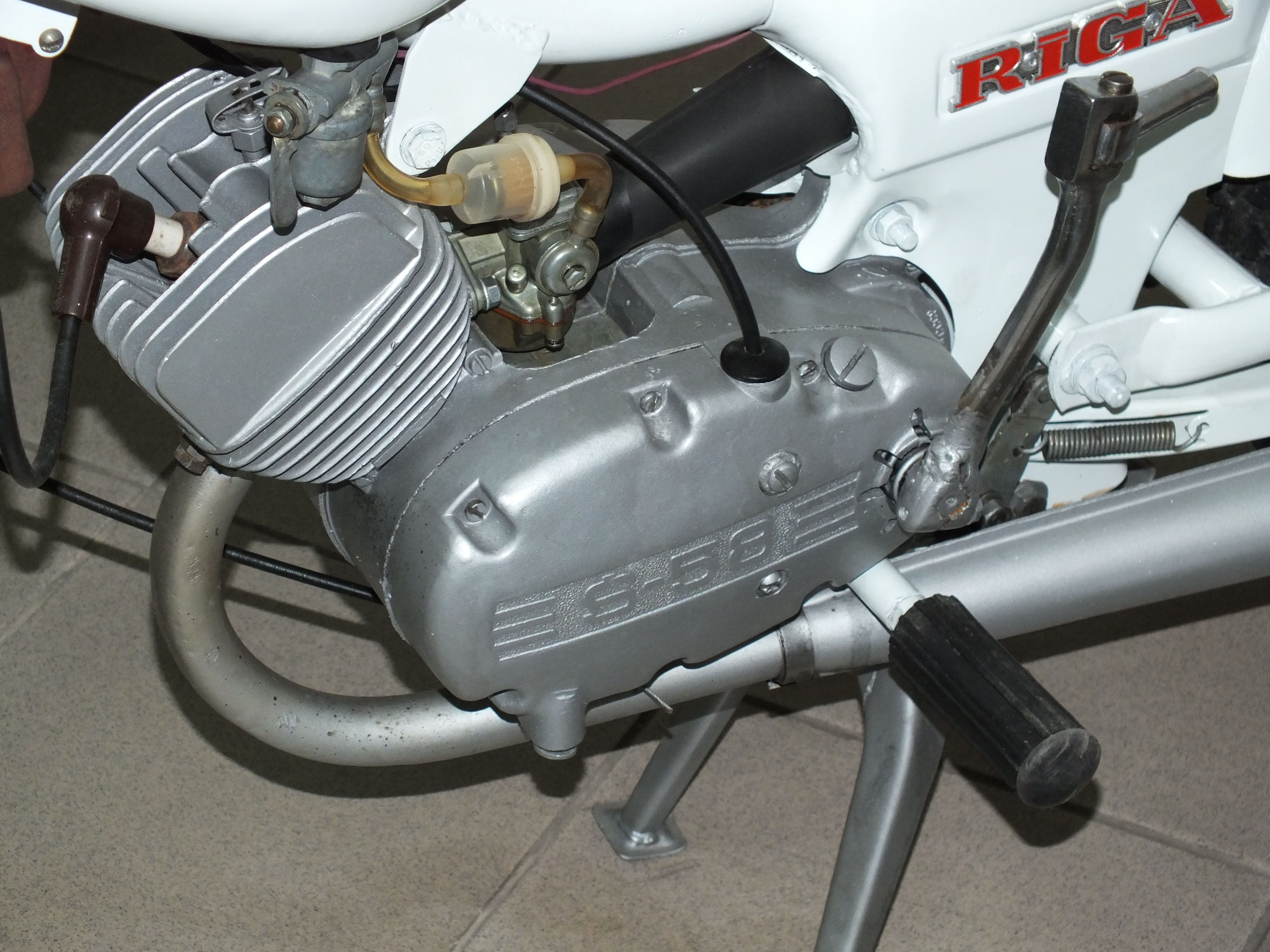
Двигун S-58 виробництва ШВМЗ, оснащений кікстартером, 1977 рік

У 1962 році завод почав освоювати виробництво двигунів для мопеда «Рига-1». Першою моторною продукцією заводу, який отримав нову назву
«Шяуляйський велосипедно-моторний завод», став двигун Š-50 (Ш-50), який був копією чехословацького мотора «Jawa 552». Завод став основним у СРСР виробником двигунів для мопедів, що випускали Ризький та Львівський мотозаводи. При цьому, виробництво підліткових велосипедів тривало до кінця історії СРСР.
За перші 30 років свого існування «Вайрас» випустив понад 7,5 млн. велосипедів і близько 3 млн. двигунів для мопедів.
Після розпаду СРСР у 1992—1994 рр., німецький концерн Pantherwerke AG став головним акціонером заводу, підприємство отримало нову назву — «Baltik Vairas». 
Станом на 2017 рік, Шяуляйський велосипедний завод продовжує виробляти велосипеди під маркою «Baltik Vairas».